# Bund Deutscher Schriftsteller
Der Bund Deutscher Schriftsteller (BDS) e.V. war 1997 mit dem erklärten Ziel gegründet worden, „vor allem neue Autoren, die ihr erstes Manuskript veröffentlichen wollen“, an Verlage zu vermitteln. Sitz des Vereins, der vermutlich Ende 2014, Anfang 2015 aufgelöst wurde, war Dietzenbach.
Präsidentin war Renate Stahl, früher Geschäftsführerin des REFA Rheinland-Pfalz/Saar e.V., Verband für Arbeitsgestaltung, Betriebsorganisation und Unternehmensentwicklung, Saarbrücken. Sie wurde bei der rechtsgerichteten Zeitschrift Junge Freiheit als Autorin geführt und veröffentlichte dort im Oktober 2001 eine Stellungnahme des BDS gegen den Regierungsentwurf eines „Gesetzes zur Stärkung der vertraglichen Stellung von Urhebern und ausübenden Künstlern“, indem sie sich gegen die Stärkung von Autorenrechten gegen Pseudoverlage in dem von der Bundesregierung beabsichtigten Gesetzesentwurf aussprach.

## Dienstleistungen
Laut eigenen Angaben des Bundes Deutscher Schriftsteller zählte zu seinen Arbeitsschwerpunkten u. a. die Publikation eines „Registers unveröffentlichter Werke“, dessen Einträge darin für den Autor kostenpflichtig waren: „zur Deckung der Kosten“ für das erste Jahr je angemeldetem Werk eine Gebühr von 15 Euro, für jedes weitere Jahr 10 Euro. Außerdem gab der Verein ein Deutsches Schriftstellerlexikon heraus, in das sich Autoren mit Daten zu Person und Werken eintragen lassen konnten. Ferner bot der Verein den Mitgliedern kostenfreie telefonische Beratung sowie einen „Service für unveröffentlichte Manuskripte“, die der BDS dann gegen einen auf 187,50 Euro ausgestellten Verrechnungsscheck „während der Buchmessen in Frankfurt a.M. und Leipzig“ präsentierte.

## BDS-Literaturpreis
Der Bund Deutscher Schriftsteller vergab in der Vergangenheit vier Mal den „BDS-Literaturpreis“: 1997 an Ilse Pohl, 1998 an Anja Lundholm sowie an die Kinder- und Jugendbuchautoren Max Kruse (1998) und Cornelia Funke (2004), die sich beide später davon distanzierten.

## Kritik und Gerichtsurteile
Kritiker warfen dem BDS Verbindungen zur umstrittenen Frankfurter Verlagsgruppe vor, zu der u. a. die Pseudoverlage August Goethe Verlag, Cornelia Goethe Verlag und Fouqué Verlag gehören. Das wurde später sowohl vom BDS als auch von der Frankfurter Verlagsgruppe bestätigt und steht auch gerichtlich fest. Das Oberlandesgericht Köln stellte fest: „Die vorgebrachten Umstände weisen klar auf eine solche Zugehörigkeit des BDS hin.“ Denn: „Hierfür kommt es nicht auf im unternehmenstechnischen Sinne bestehende Verbindungen – etwa eine gesellschaftsrechtliche Konzernverflechtung – an, sondern … darauf, ob der BDS seiner personellen Struktur oder seinem Unternehmenszweck nach in enger Verbindung mit der klägerischen Verlagsgruppe steht.“ Eine Klage der Frankfurter Verlagsgruppe gegen einen Artikel des Autorenhaus Verlags, der Verflechtungen der Verlagsgruppe unter anderem mit dem Bund Deutscher Schriftsteller, der World Writers Association (WWA) und der Brentano-Gesellschaft Frankfurt mbH nahelegte, blieb ebenfalls erfolglos.

## Auflösung des BDS
Nachdem bereits ab Februar 2015 die vereinseigene Domain nicht mehr abrufbar war, wurde am 22. Juli 2016 der Verein auch aus dem Vereinsregister beim Amtsgericht Offenbach am Main gelöscht (Amtsgericht Offenbach am Main Aktenzeichen: VR 1740).